# Глибенкламид
Глибенклами́д — представитель второго поколения производных сульфонилмочевины, один из самых популярных и изученных сахароснижающих препаратов, который с 1969 года широко применяется во многих странах мира как надёжное и проверенное средство терапии сахарного диабета 2-го типа при неэффективности мероприятий по изменению образа жизни.
Несмотря на появление новых препаратов сульфонилмочевины с улучшенными характеристиками, а также противодиабетических медикаментов с другими механизмами действия, ставить точку в истории глибенкламида рано — в экспериментальных и клинических исследованиях данный препарат не только является эталоном для оценки эффективности новых молекул и терапевтических подходов, но и демонстрирует потенциально полезные дополнительные свойства.

## Механизм действия
Основной механизм действия глибенкламида, как и других представителей препаратов сульфонилмочевины, хорошо изучен на молекулярно-рецепторном уровне. Глибенкламид блокирует АТФ-зависимые калиевые каналы (К+-АТФ-каналы), локализующиеся на плазматической мембране бета-клеток поджелудочной железы. Прекращение выхода из клетки калия приводит к деполяризации мембраны и притоку ионов Ca2+ через потенциалзависимые кальциевые каналы. Повышение внутриклеточного содержания кальция посредством активации кальций/кальмодулинзависимой протеинкиназы II стимулирует экзоцитоз секреторных гранул с инсулином, в результате чего гормон проникает в межклеточную жидкость и кровь. Неодинаковая аффинность препаратов сульфонилмочевины к рецепторам бета-клеток обусловливает их различную сахароснижающую активность. Глибенкламид обладает самым высоким сродством к рецепторам сульфонилмочевины на бета-клетках и наиболее выраженным сахароснижающим эффектом среди препаратов сульфонилмочевины.
Эффект стимуляции секреции инсулина напрямую зависит от принятой дозы глибенкламида и проявляется как в условиях гипергликемии, так и при нормогликемии или гипогликемии.
Вся группа препаратов сульфонилмочевины в той или иной степени оказывают периферические (внепанкреатические) эффекты, которые заключаются в повышении чувствительности периферических тканей, в первую очередь жировой и мышечной, к действию инсулина и улучшении усвоения глюкозы клетками.

## Премия Кройцфельда-2010
Премия Кройцфельда — ежегодная премия за достижения в области фармакологии. Названа в честь немецкого нейропатогистолога Ганса Герхарда Кройцфельда (1885—1964).
Значение глибенкламида, в частности его микронизированной формы, для мировой диабетологии было по достоинству оценено престижной фармацевтической премией Крейцфельда (H. G. Creutzfeldt Drug Prize) — Выбор Практикующих врачей, присуждённой в июле 2010 года за разработку препарата Манинил в рамках ежегодного конкурса лекарственных средств, который проводится Институтом имени Г. Г. Кройцфельда (г. Киль, Германия).